# Jimmy Hart
Jimmy Ray Hart (Jackson (Mississippi), 1 januari 1943) is een Amerikaans muzikant en professioneel worstelmanager. Hij was actief in de World Wrestling Federation (WWF), World Championship Wrestling (WCW), Continental Wrestling Association, Memphis Wrestling, United States Wrestling Association, Xcitement Wrestling Federation, WrestleXpress en Total Nonstop Action Wrestling (TNA). Jimmy was de manager van Hulk Hogan, Bret Hart, Jerry Lawler, Ted DiBiase en nog vele anderen.

## In worstelen
Bijnaam
"The Mouth of the South"
Kenmerkende object
Megafoon
Worstelaars waarvan Jimmy de manager is
- Ox Baker
- "Superstar" Billy Graham
- The Barbarian
- Brutus Beefcake
- Dino Bravo
- King Kong Bundy
- Ric Flair
- Jerry Flynn
- Dory Funk Jr.
- Terry Funk
- The Giant
- Adrian Adonis
- Eddie Gilbert
- The Glamour Girls
- The Hart Foundation (Bret Hart en Jim Neidhart)
- The Sheik
- Hulk Hogan
- The Honky Tonk Man
- Austin Idol
- Kamala
- Konnan
- Larry Latham
- Jerry Lawler
- Lex Luger
- Meng
- Money Incorporated
- Hugh Morrus
- The Nasty Boys
- The Natural Disasters
- The Naturals
- The New York Dolls (Rick McGraw en Troy Graham)
- Lanny Poffo
- Jacques Rougeau jr.
- Raymond Rougeau
- Rick Rude
- Kazuo Sakurada
- Randy Savage
- Kevin Sullivan
- Andy Kaufman
- Leilani Kai
- Kid Kash
- Koko B. Ware
- Mabel
- Big Bubba Rogers
- Johnny Grunge
- Abdullah the Butcher
- Tommy Rich
- Dewey Robertson
- Super-Steve McColl
- Jon Terminator Tamm
- Greg "The Hammer" Valentine

## Kampioenschappen en prestaties
- American Wrestling Association
  - AWA Southern Heavyweight Championship (1 keer)

- Pro Wrestling Illustrated
  - PWI Manager of the Year (1987 & 1994)

- World Class Wrestling Association
  - Opgenomen in de WCWA Hall of Fame op 6 oktober 2006

- World Wrestling Entertainment
  - WWE Hall of Fame (2005)
  - All Time Most Annoying Gimmick